# Skirö Nävelsjö BS
Skirö Nävelsjö BS är en bandyklubb i Sverige som bildades 2009, detta genom en fusion av seniorverksamheten i Skirö AIK och Nävelsjö SK. A-lag spelar sina matcher i Division 1 på Sapa Arena. Skirö Nävelsjö BS har sin verksamhet inom Smålands bandyförbunds distrikt.

### Fotnoter
1. ↑  Stewe Jonsson (28 maj 2009). ”Bandyhistorik”. Skirö AIK. Arkiverad från originalet den 17 april 2016. https://web.archive.org/web/20160417032829/http://www2.idrottonline.se/SkiroAllmannaIK-Bandy/Historik/Bandyhistorik/. Läst 1 april 2016.